# Route de Grand Îlet
 (mai 2011).
La route de Grand Îlet, ou route départementale 52 de La Réunion, est une route de montagne de l'île de La Réunion, département d'outre-mer français dans le sud-ouest de l'océan Indien. Elle relie la route départementale 48 à l'îlet du Bélier, dans le cirque naturel de Salazie, qu'elle traverse d'est en ouest, et qui forme la commune du même nom. Ce faisant, elle dessert les îlets de Mare à Citrons, de Mare à Vieille Place et enfin de Grand Îlet après avoir franchi le col Carozin. Au Bélier, elle est prolongée par la route forestière du Haut Mafate.